# Писаревский, Сергей Петрович
Серге́й Петро́вич Писаре́вский (1848—1908) — вице-адмирал, герой русско-турецкой войны.

## Биография
Окончил Морское училище с производством 20 апреля 1869 года в гардемарины. 17 мая 1871 года произведен в мичманы. В 1872—1873 годах на пароходе «Эриклик» совершил заграничное плавание.
В 1873 году пожалован орденом Короны Италии кавалерского креста. 31 марта 1874 года произведен в лейтенанты. В том же году награждён орденом Св. Станислава III степени. Во время русско-турецкой войны Командуя минным катером «Синоп» был ранен в ночь на 11-12 августа при атаке на турецкий броненосец «Ассари Шевкет» и «в воздаяние за отличие, оказанное при взрыве турецкого броненосца у Сухума, и в 1877 году миноносными катерами парохода „Великий князь Константин“» награждён орденом Св. Георгия IV степени. В 1878 году награждён орденом Св. Анны III степени и медалью «В память войны с Турцией 1877—1878».
В 1884 году лейтенант Писаревский был награждён орденом Св. Станислава II степени. 26 февраля 1885 года произведен в капитан-лейтенанты. 13 апреля 1886 года произведен в капитаны 2-го ранга. 26 апреля 1886 года назначен старшим офицером корвета «Воин». 26 февраля 1887 года назначен старшим офицером канонерской лодки «Уралец». 1 апреля 1889 года назначен старшим офицером броненосца «Чесма». 19 июля 1891 года назначен командиром парохода «Колхида». В том же году награждён орденом Св. Анны II степени. 1 янв. 1893 года назначен командиром минного крейсера «Гридень». 15 марта 1893 года назначен командиром канонерской лодки «Черноморец». 1 января 1895 года назначен командиром канонерской лодки «Уралец». 6 декабря 1896 года произведен в капитаны 1-го ранга. 11 мая 1896 года назначен флаг-капитаном штаба командующего Практической эскадрой Чёрного моря. 14 мая 1896 года назначен флаг-капитаном берегового штаба старшего флагмана Черноморской флотской дивизии. В 1897 году «за совершение 18-ти морских кампаний» награждён орденом Св. Владимира IV степени с бантом. 5 апреля 1898 года назначен командиром броненосца «Георгий Победоносец» и 28-го флотского экипажа. В 1899 году награждён орденом Св. Владимира III степени.
6 декабря 1902 года Писаревский произведен в контр-адмиралы. 31 января 1905 года назначен начальником Учебного отряда Черноморского флота. 6 июня 1905 г., возглавляя отряд кораблей Черноморского флота, принимал в Констанце от румынских властей сданный мятежниками броненосец «Потёмкин». 17 октября 1905 года назначен начальником штаба Черноморского флота. 
Во время Севастопольского восстания, в ноябре 1905 года в должности старшего флагмана дивизии пытался предотвратить выход матросов и солдат из казарм для участия в митинге и выборах в Совет рабочих, матросских и солдатских депутатов. Приказал караулу стрелять в толпу при неповиновении. Сам был ранен пулей из винтовки матросом патруля 28-го экипажа Петровым. Вместе с раненным штабс-капитаном А. А. Штейном (вскоре умер) из-за бушующей толпы долго не эвакуировался, истекая кровью.
7 июля 1906 года произведен в вице-адмиралы с увольнением в отставку.
Похоронен в Херсонесском монастыре на новом кладбище Севастопольского градоначальства.

## Семья
- Жена: Клеопатра Гавриловна, урождённая Судковская, дочь протоиерея (1859—1946).
  - Сын: Сергей Сергеевич Писаревский (11.08.1882 - 10.04.1949), полковник 3-го лейб-гвардии стрелкового полка, и. д. генерала для поручений при командующем русскими войсками Мурманского района.
  - Дочь: Лидия Сергеевна, в первом браке жена лейтенанта флота Павла Николаевича Матусевича (1889—1915), во втором браке жена капитана 2-го ранга Николая Климентовича Чайковского (1884—1920).
  - Дочь: Елена Сергеевна Писаревская (1893—1968) - актриса, танцовщица и хореограф.